# Dro
Dro (Dró in dialetto locale) è un comune italiano di 5 094 abitanti della provincia autonoma di Trento in Trentino-Alto Adige.
Fa parte della comunità di valle Alto Garda e Ledro.
Di aspetto antico, tradizionalmente punto di passaggio tra la zona del Garda trentino e la città di Trento, possiede un circolo culturale, una biblioteca comunale, una banda musicale sociale, varie strutture turistico-alberghiere, ricettive e sportive ed una pro loco.

## Geografia fisica

### Territorio
Dro si trova a nord della piana dell'Alto Garda, dove un tempo scorreva liberamente il fiume Sarca che sfocia infine nel Lago di Garda presso Nago-Torbole. L'altitudine in corrispondenza del capoluogo comunale è di 123 m sul livello del mare.
A soli 5 km più a sud si trova la cittadina di Arco, mentre Riva del Garda è a una decina di km più a sud-ovest.
Percorrendo la Strada statale 45 bis Gardesana Occidentale in direzione nord-est si possono raggiungere la Valle dei Laghi e Trento, distante circa 28 km.

### Clima
La sua posizione è protetta dalle montagne e la relativa vicinanza del lago di Garda, permette a questa zona di mantenere un clima ancora abbastanza mite nella stagione invernale.

## Origini del nome
Dro è un toponimo di origine prelatina. Secondo alcuni studiosi deriva dal termine celtico dru, che significa "quercia".

## Storia
L'area fu colonizzata già in età romana ma l'abitato venne citato come Dro o de Dro solo nel 1307. Nicolò d'Arco lo chiamò Dronum e Dronium, e in seguito vennero riportati i nomi Drona e Drone. Nel corso dei secoli due famiglie ebbero la supremazia sul territorio: la famiglia dei Sejani legata al castello detto Dos del Castel e che ottennero il riconoscimento vescovile nell'XI secolo e, in seguito, la potente famiglia d'Arco.
Il 15 ottobre 1810 un incendio provocò ingenti danni agli edifici storici.

### Simboli
Nello stemma del comune di Dro, riconosciuto con regio decreto dell'11 agosto 1931, è raffigurata una pianta di ulivo.
Negli stemmi storici questa raffigurazione era circondata dalla scritta latina Omnia tellus fert che significa: "la terra produce ogni cosa", a sottolineare la caratteristica del microclima locale.
Il gonfalone, concesso con RD del 9 ottobre 1930, è un drappo di verde.

## Monumenti e luoghi d'interesse

### Architetture religiose

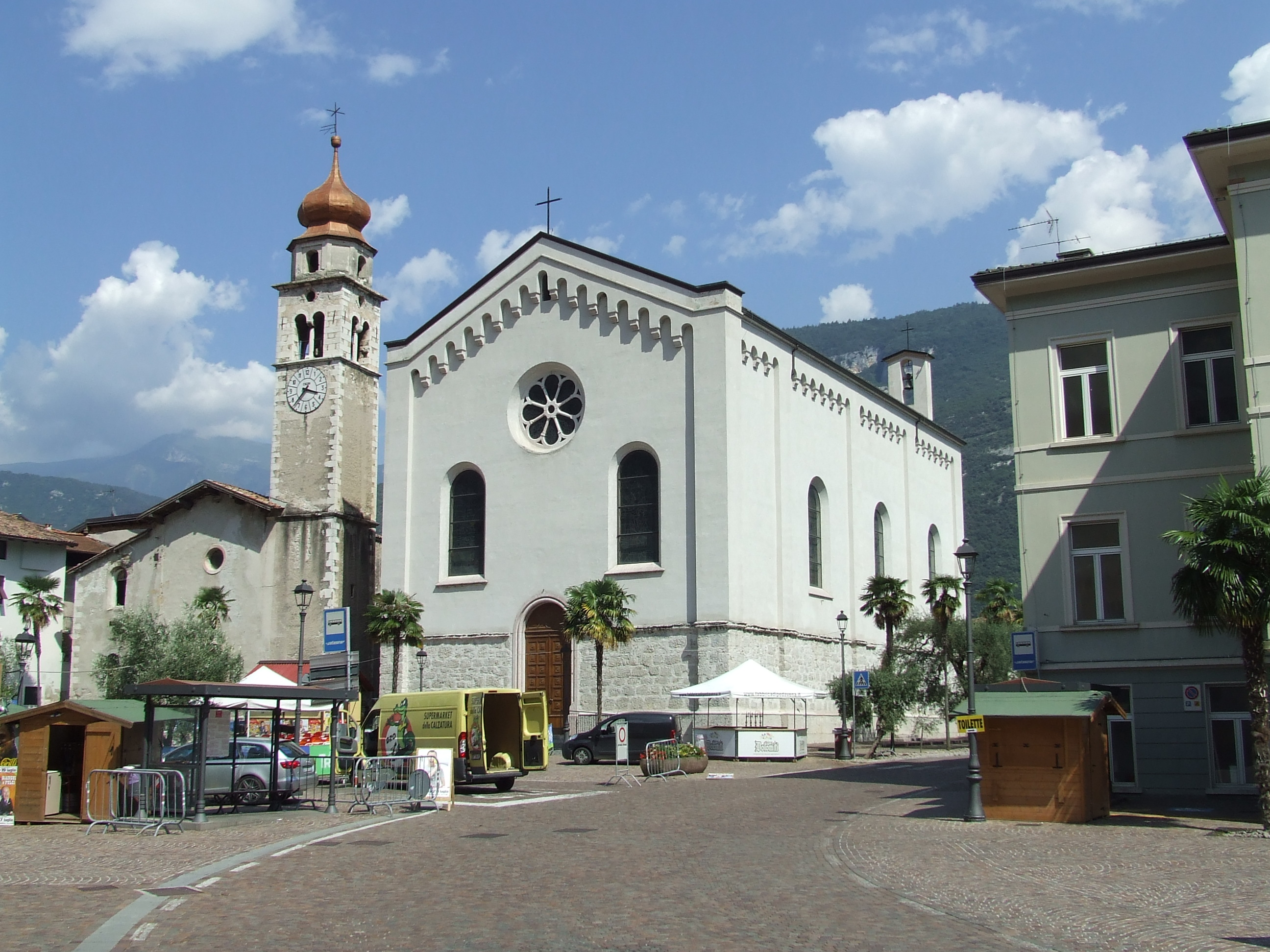
Chiesa dell'Immacolata

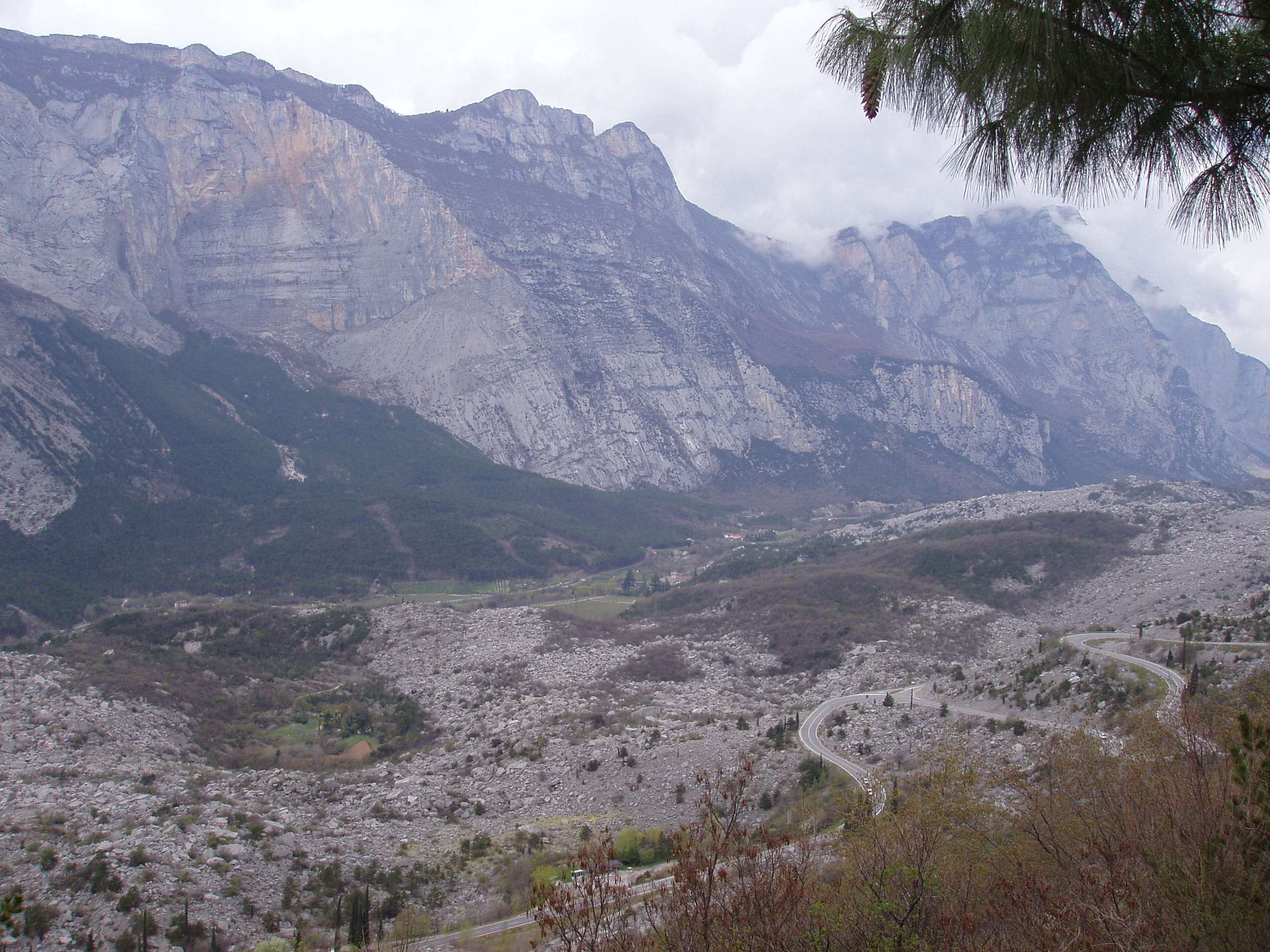
Marocche di Dro, vista su Monte Brento, Monte Granzoline e Monte Casale

- Chiesa dell'Immacolata fu costruita da don Girolamo Canestrini nel 1836, ed è un'unica ampia navata. L'abside venne decorata nel 1910.
- Chiesa dei Santi Sisinio, Martirio e Alessandro, che possiede uno tra i più interessanti portali romanici minori del Trentino, dal 2012 appartiene alla parrocchia di Dro.[12]
- Chiesa di Sant'Antonio di Padova. Risale al 1667, e venne eretta dalla Magnifica Comunità di Dro e Ceniga. Sorge al limite meridionale del centro urbano. Fu grazie a questa chiesa che il paese di Dro venne salvato dai saccheggi operati dalle truppe francesi del duca di Vendôme, molto devoto al santo, durante l'invasione del Trentino del 1703.
- Chiesa dei Santi Pietro e Paolo, parrocchiale nella frazione di Ceniga.
- Chiesa di Santa Lucia, parrocchiale nella frazione di Pietramurata.

### Architetture civili
- Toresela (Casa Lutterotti). Situata vicina al municipio, in via della Torre, è il resto di torre probabilmente posta a guardia della parte settentrionale dell'abitato.

### Biotopo Marocche di Dro
Il Biotopo Marocche di Dro si estende a nord di Dro ed è il maggiore scoscendimento dell'arco alpino di origine glaciale e rappresenta un paesaggio unico per interesse geologico e morfologico. Enormi massi, alti anche 250 metri, costeggiano il fiume Sarca e le campagne. In periodo asburgico si tentò un rimboschimento con pino nero e pino di Aleppo.

## Società

### Evoluzione demografica
Abitanti censiti

### Tradizioni e folclore
Nell'ultimo fine settimana di maggio si rievoca con una manifestazione storica il Voto di sant'Abbondio (altrimenti detto dei 12 sabati).

## Cultura

### Istruzione
Il comune fa parte del Istituto Comprensivo Valle dei Laghi Dro. Al suo interno del suo comuni vi sono 3 scuole: le scuole primarie di Dro e Pietramurata e la scuola secondaria di primo grado di Dro.

### Eventi
A Dro si svolge il Drodesera Festival ed è stato sede per vari anni di "VeDrò", occasione per incontri e riflessioni sulla politica, che ha chiuso definitivamente le sue attività nel 2013. Tra le personalità che vi hanno partecipato si ricorda anche Enrico Letta.

## Geografia antropica
La circoscrizione territoriale ha subito le seguenti modifiche: nel 1928 aggregazione di territori del soppresso comune di Drena; nel 1947 distacco di territori per la ricostituzione del comune di Drena (Censimento 1936: pop. res. 534).

### Frazioni di Dro
- Ceniga;
- Pietramurata.

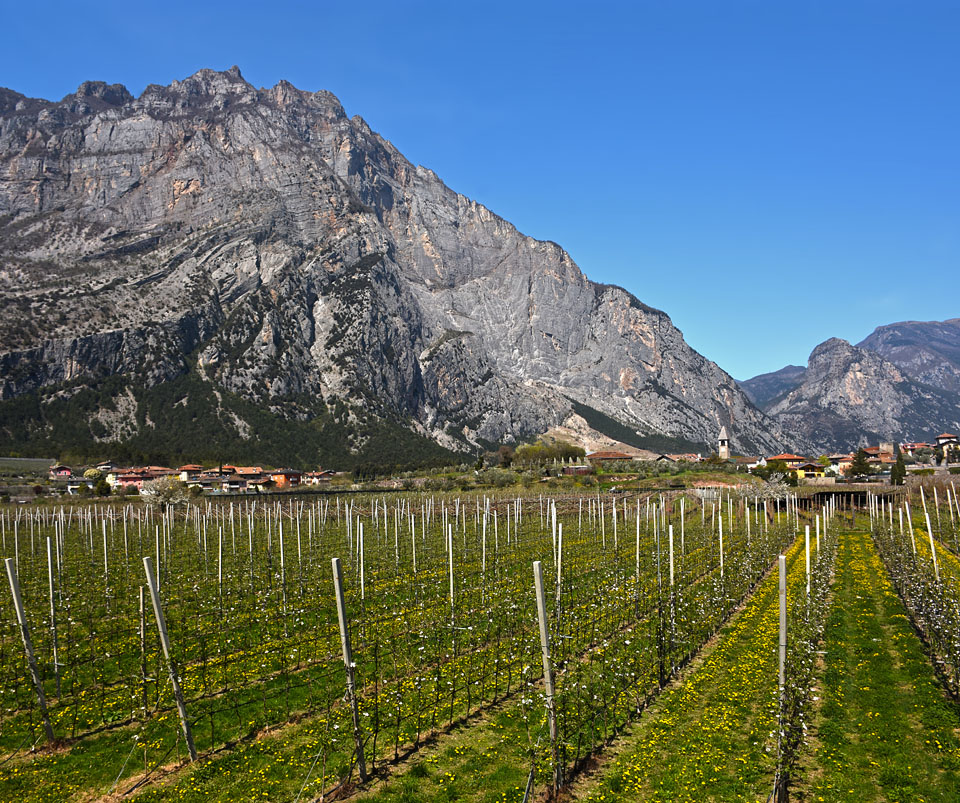
Pietramurata e Monte Casale

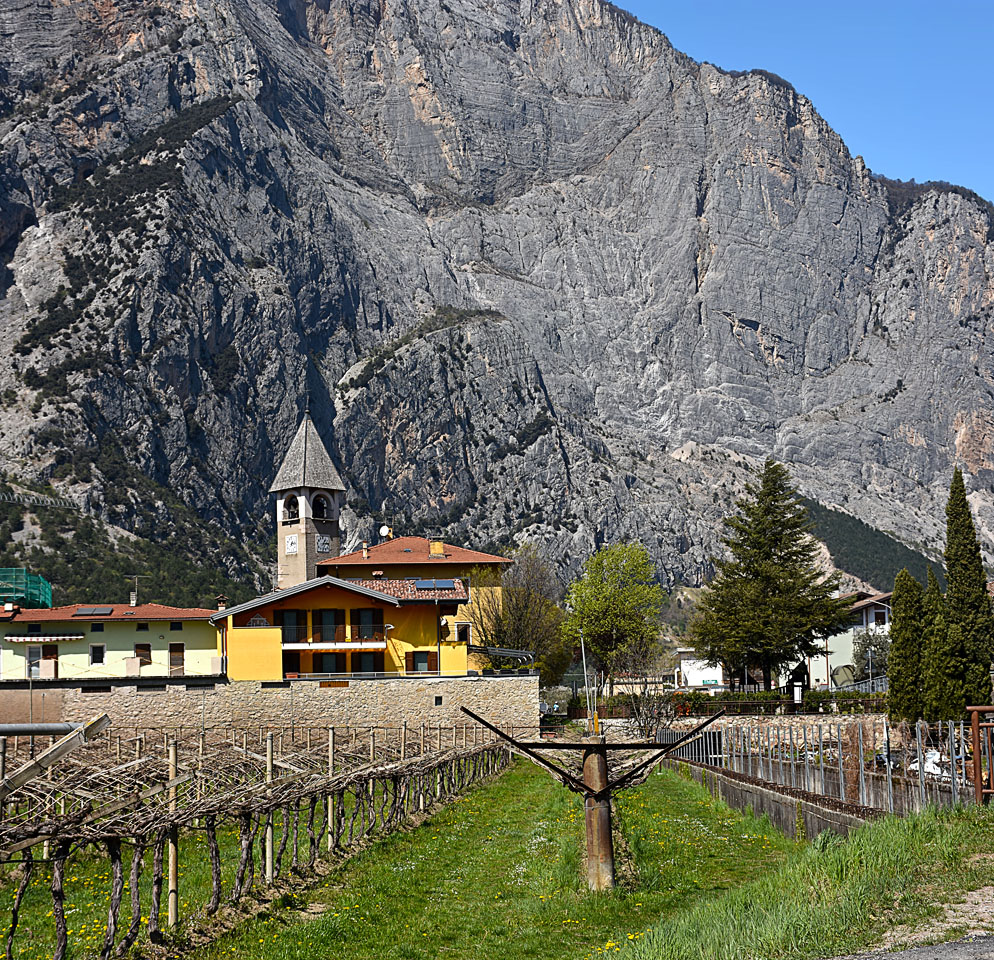
Pietramurata, Santa Lucia

Località: Centrale Fies, Centrale Volta, Maso Gobbo

## Economia

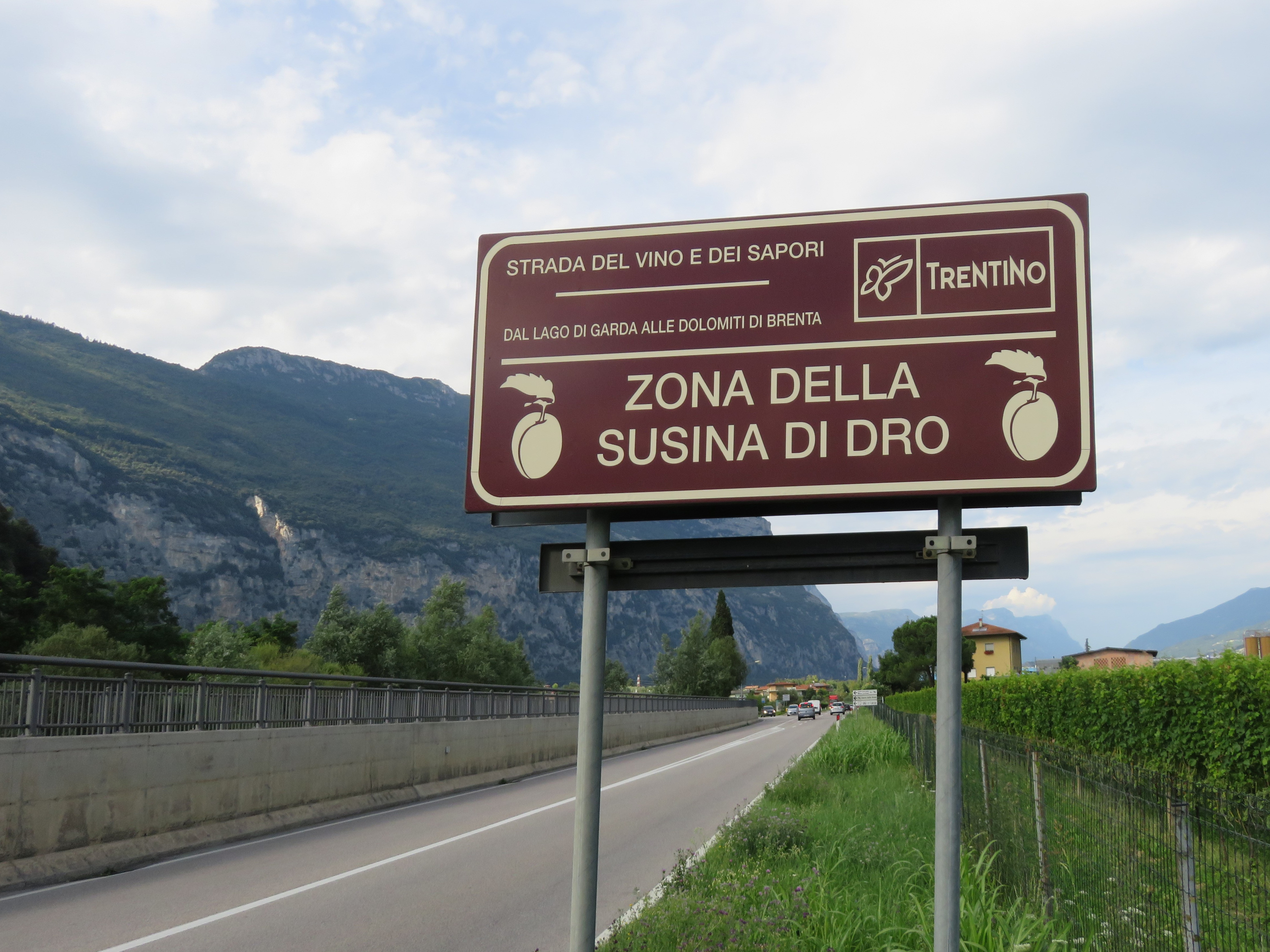
Zona della susina di Dro.

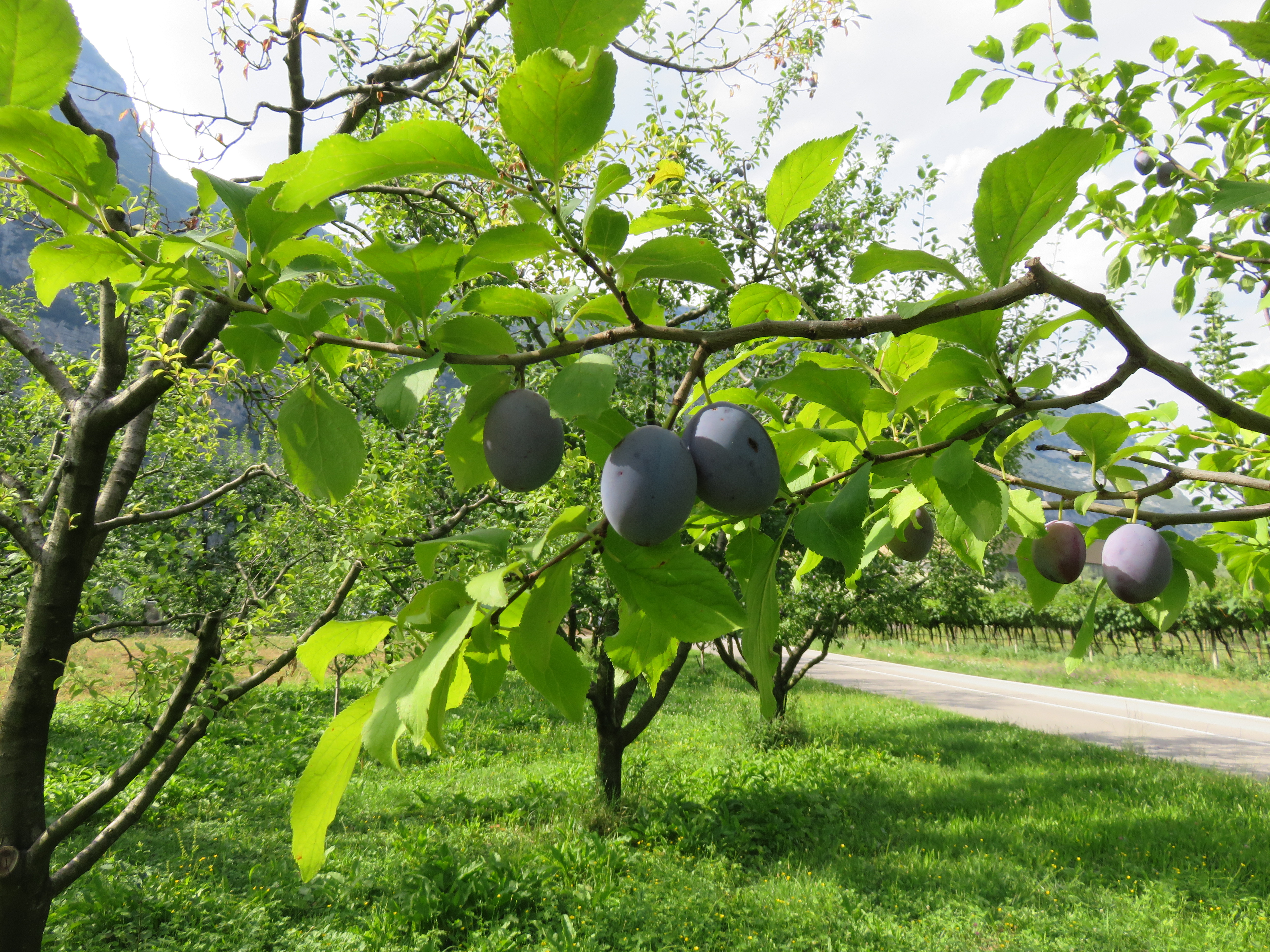
Alberi di susine a Dro.

La piana di Dro è molto fertile quindi le attività agricole sono fiorenti e diversificate. L'olivo si coltiva in queste zone come suo limite settentrionale, in Italia. Molto diffusa è la viticoltura, con una interessante produzione di vini locali e di vin santo, un tempo chiamato Nadalim (passito).
Caratteristica della zona è la produzione di prugne (susine), che confluiscono in grandi quantità nel locale essiccatoio ortofrutticolo della cooperativa del Basso Sarca e poi vengono commercializzate come prugne essiccate. Lo stabilimento è stato ricostruito nel 1974.
Oltre al settore primario Dro ospita piccole attività industriali legate alla lavorazione dei marmi ed alla produzione di macchine utensili.
Il fiume Sarca, che scorre a breve distanza dal centro, è stato oggetto di uno dei più grandi sistemi di derivazione delle acque dell'intero arco alpino che ha modificato sensibilmente l'ambiente. Oltre 40 km di gallerie e condotte forzate e varie centrali idroelettriche si trovano sul suo percorso, una di queste esattamente a Dro.

## Amministrazione
| Periodo           | Periodo           | Primo cittadino   | Partito         | Carica  | Note                               |
| ----------------- | ----------------- | ----------------- | --------------- | ------- | ---------------------------------- |
| 9 maggio 2005     | 22 settembre 2020 | Vittorio Fravezzi | centro-sinistra | Sindaco | dal 2013 Senatore della Repubblica |
| 22 settembre 2020 | in carica         | Claudio Mimiola   | centro-sinistra | Sindaco |                                    |

### Gemellaggi
- Szikszó, dal 1992[19]

## Sport

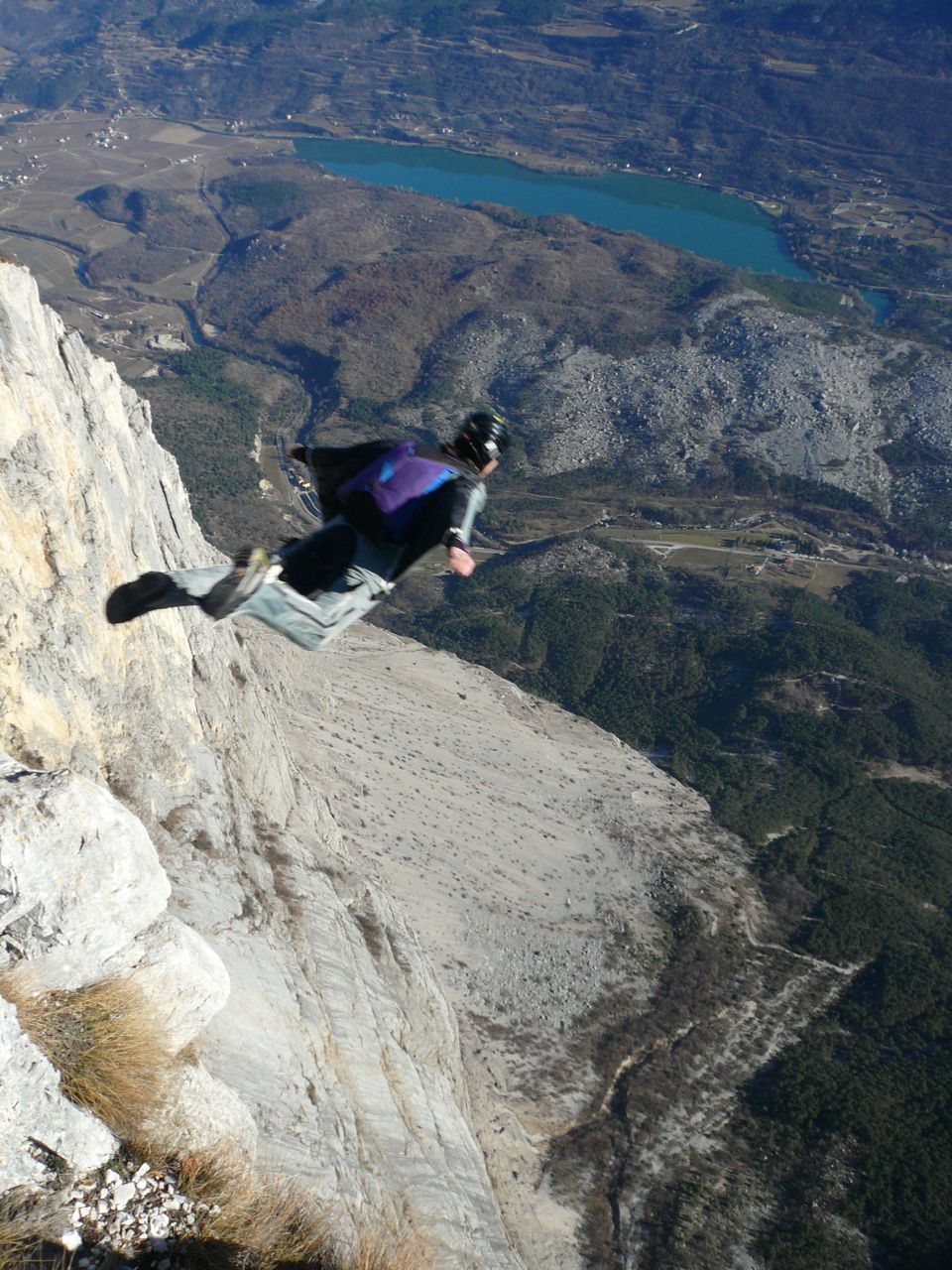
La base-jumper statunitense Steph Davis si lancia in tuta alare dal Monte Brento, sopra Dro.

- Calcio
La più importante squadra cittadina è l'U.S.D. Dro Alto Garda (fino al 2017 semplicemente Dro), il cui miglior risultato è costituito da alcune partecipazioni al campionato di Serie D.
- Ciclismo
Ciclistica Dro A.S.D (con circa cento soci)[20] e Drobike A.S.D., entrambe associate all'Unione Ciclistica Internazionale[21].
- Tiro a volo
Tiro a volo Dro A.S.D., affiliata alla FITAV.
- Golf
46º Parallelo Golf Club Dilettantistica, affiliata alla FIG.
- Base jumping
Dal Becco dell'Aquila, sul Monte Brento, si effettuano lanci con tuta alare e atterraggio al campo Gaggiolo[22].

Dro è servito dalla rete delle piste ciclabili del Trentino; in corrispondenza dell'abitato la ciclabile si interrompe, per poi riprendere circa 4 km dopo, verso Pietramurata.